# Solti Gizella

Gobelin (részlet)
1970 körül

Solti Gizella (Budapest, 1931. november 19. – Budapest, 2015. március 18.) a Nemzet Művésze címmel kitüntetett, Kossuth-díjas magyar iparművész, gobelintervező, érdemes és kiváló művész.

## Életútja
Felsőfokú tanulmányokat az Iparművészeti Főiskolán folytatott, ahol Ferenczy Noémi volt a mestere. Mestere szövőszékének örököse, minden a gobelin alkotásra predesztinálta, e művészetnek szentelte életét. Pályája kezdetén figurális, később nonfiguratív gobelinek kerültek ki keze alól.
A megpróbáltatásokat, az örömöt, a bánatot, mind beleszőtte gobelinjeibe, alkotásai egyben az „örök nő” alkotásai, aki a melegséget, a szeretet, s a boldogságot sugározza. Grafikával is foglalkozott, „írógépgrafikákat”, frottázsokat készített, melyek mintegy további előgyakorlatok voltak a lét titkait feltárni igyekvő gobelinjei számára. A szövés egy nagyon kötött műfaj, nagy fegyelmet igényel, az előre eltervezett alkotást kell megszőni, közben már nem lehet változtatni, de mind Ferenczy Noémi, mind tanítványa, Solti Gizella, folyamatosan dolgoztak ki olyan technikákat, amelyek lehetővé tették újabb (az alkotás közben keletkező) érzések, gondolatok beszövését is, mintegy a festők és a grafikusok alkotásbeli szabadsága felé közelítették a szövés művészetét.
Munkásságát római ösztöndíj is segítette, majd 1993 óta a Széchenyi Irodalmi és Művészeti Akadémia rendes tagja, akadémiai székfoglaló kiállítása 1994-ben volt a Budapest Galériában. Közgyűjtemények őrzik alkotásait, köztük a budapesti Iparművészeti Múzeum, a székesfehérvári Szent István Király Múzeum, a Szombathelyi Képtár. Köztéri alkotásai középületeink enteriőrjét díszítik.

## Kiállításai (válogatás)[3]

### Egyéni
- 1962 • Fényes Adolf Terem, Budapest
- 1971 • Műcsarnok, Győr
- 1976 • Magyar Nemzeti Galéria, Budapest
- 1979 • Helikon Galéria, Budapest
- 1980 • Magyar Intézet, Szófia
- 1981 • Művelődési Ház, Vác (katalógussal)
- 1982 • Zwinger, Kőszeg (katalógussal)
- 1984 • Fészek Galéria, Budapest
- 1985 • Színház Galéria, Budapest • Székesfehérvár
- 1988 • Budapest Galéria Lajos u., Budapest (katalógussal)
- 1994 • Budapest Galéria Lajos u., Budapest (Akadémiai székfoglaló kiállítás)
- 1995 • Nádasdy-vár, Sárvár
- 1997 • Országos Műemlékvédelmi Hivatal, Budapest • Art-X Galéria, Budapest
- 2000 • Gödöllői Új Művészet Alapítvány Alkotóház, Gödöllő • Kortárs Művészeti Galéria, Győr • Budavári kárpitműhely, Budapest
- 2006 • Kiállítás Karátson Gáborral. Magyar Képzőművészek és Iparművészek kiállítóhelye – Andrássy úti Galéria, Budapest
- 2009 • Solti Gizella textilművész kiállítása, Budapest Galéria Lajos utcai kiállítóháza[4]

### Csoportos
- 1972 • Mai Magyar Iparművészet, Iparművészeti Múzeum, Budapest
- 1975 • Jubileumi Iparművészeti kiállítás, Műcsarnok, Budapest • Magyar Miniatűrtextilek, Savaria Múzeum, Szombathely
- 1976 • Magyar Miniatűrtextilek, MDM G., Varsó • Textilgrafika, Magyar Nemzeti Galéria, Budapest • Magyar Textilművészet, Vigo-Sternberg Gallery, London
- 1978 • III. Nemzetközi Miniatűrtextil, London • Magyar miniatűrtextilek, Varsó • Textilgrafika, Magyar Nemzeti Galéria, Budapest
- 1979 • Magyar Iparművészek, Cortland Egyetem, New York
- 1980-1984 • 6-8. Fal- és Tértextil Biennálé, Savaria Múzeum, Szombathely
- 1984 • Az új textil, Szent István Király Múzeum, Székesfehérvár
- 1985 • Magyar-olasz Miniatűrtextilek, Róma • Velence • 5. Textiltriennálé, Centralne M. Włokiennictwa, Łódż (PL) • Magyar Gobelin, Műcsarnok, Budapest
- 1986 • 9. Fal- és Tértextil Biennálé, Savaria Múzeum, Szombathely
- 1988 • Velem + Brüsszel, Budapest Galéria Lajos u., Budapest • Eleven textil, Műcsarnok, Budapest
- 1989 • Szabad terület (a Magyar Műhely kiállítása), Szombathelyi Képtár, Szombathely • Fibre et fil+Velem G., Mediatine, Brüsszel
- 1991 • A kis csomag, Iparművészeti Múzeum, Budapest
- 1992 • II. Mintatriennálé, Ernst Múzeum, Budapest, Dialogues in Paper, Fészek Galéria, Budapest • Hungary Festival in Japan '92, Tokió • 12. Magyar Textilbiennálé (Fal- és Tértextil Biennálé), Szombathelyi Képtár, Szombathely
- 1993 • II. Int. Triennale in Tournai (Belgium)
- 1994 • II. Nemzetközi Művészkönyv kiállítás, Szent István Király Múzeum, Székesfehérvár
- 1988 • Nemzetközi művészkönyv alkotótábor kiállítás, Szabadművelődés Háza, Székesfehérvár
- 1996 • Szövött Himnuszok, Sándor-palota
- 2000 • Úti kárpitok, Iparművészeti Múzeum, Budapest
- 2001 • Úti kárpitok, Collegium Hungaricum, Bécs • Kárpit, Szépművészeti Múzeum, Budapest • Kárpitok az ezredfordulón, Rippl-Rónai József Múzeum, Kaposvár • Ferenczy Noémi és követői, MűvészetMalom, Szentendre • Ipar-Művészet. Millenniumi iparművészeti kiállítás, Műcsarnok, Budapest.

### Köztéri művei

Gobelin (részlet)
Marina Hotel
Balatonfüred
(1992)

- Gobelin (1964, Szeged, Csongrád megyei Tanács)
- Majális (gobelin, 1968, Zalaegerszeg, Diákotthon)
- Gobelin (Tarján Hédi társszerzővel; Házasságkötő terem, Debrecen, 1970 körül)[5]
- Dombos táj (gobelin, 1974, Budapest, Fővárosi Tanács)
- Madarak (gobelin, 1976, Veszprém, MSZMP Veszprém megyei Bizottsága)
- Textil falikép (1979, Győr, Magyar Vagon és Gépgyár vendégháza)
- Gobelin (1987, Baja, Városi Tanács)
- Gobelin (1987, Kaposvár, Somogy megyei Tanács)
- Gobelin (1992, Balatonfüred, Hotel Marina)
- Kazinczy Ferenc (gobelin, 1992, Győr, Kazinczy F. Gimnázium)

## Kötetei
- Fragmentumok; Vadász Gábor, Bp., 2015
- Argumentumok; Vadász Gábor, Bp., 2016

## Társasági tagság
- Magyar Kárpitművészek Egyesülete tagja

## Díjak, elismerések (válogatás)
- Munkácsy Mihály-díj (1974)
- Érdemes művész (1981)
- Kiváló művész (1988)
- Kossuth-díj (2006)
- A Nemzet Művésze (2014)